# Kantō
Região de Kantō (関東地方, Kantō-chihō) é uma área geográfica de Honshu, a maior ilha de Japão. A região inclui a Grande Área de Tóquio e abrange sete prefeituras: Gunma, Tochigi, Ibaraki, Saitama, Tóquio, Chiba, e Kanagawa. Dentro de seus limites, um pouco mais de 45% da área terrestre é a Planície de Kanto. O resto é composto por colinas e montanhas que formam as fronteiras terrestres. No recenseamento oficial de 1 de outubro de 2010 pelo Bureau de Estatísticas do Japão, a população era 42.607.376 totalizando aproximadamente um terço da população total do Japão.

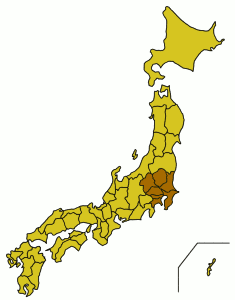
Região de Kanto, no Japão

O nome refere-se, geralmente à região leste (東) do posto de controlo de Hakone (関所). O nome Kanto significa literalmente Leste da Barreira,  e refere-se aos postos de controlo (barreiras) que foram erigidas durante o Período Tokugawa na estrada Tokaido que ligava Edo a Quioto.

## História
É a maior planície do Japão e já foi, durante o período Edo a região agrícola mais próspera do país. Durante essa época, os senhores feudais desta planície detinham um poder considerável graças à fertilidade da terra.
A proposta de invasão do Japão pelos aliados durante a Segunda Guerra Mundial, e que ficou conhecida por Operação Coronet, inserida na Operação Downfall, previa que a planície de Kanto fosse o local de desembarque das tropas.

## Geografia
A Planície de Kanto é uma região sensivelmente plana onde se insere a cidade de Tóquio.
A maior parte das bases militares norte-americanas na ilha de Honshu situa-se nesta planície. Entre elas, encontram-se a Base Aérea de Yokota, a Base naval de Yokosuka, o Acampamento de Zama e a base aeronaval de Atsugi.

### Prefeituras e Cidades
A região consiste em sete prefeituras e 167 cidades :
- Prefeitura de Gunma: An'naka, Fujioka, Isesaki, Kiryu, Maebashi (capital), Numata, Ota, Shibukawa, Takasaki, Tatebayashi, Tomioka
- Prefeitura de Tochigi: Ashikaga, Imaichi, Kanuma, Kuroiso, Mooka, Nikko, Otawara, Oyama, Sano, Tochigi, Utsunomiya (capital), Yaita
- Prefeitura de Ibaraki: Bando, Chikusei, Hitachi (Ibaraki), Hitachinaka, Hitachi-Omiya, Hitachiota, Inashiki, Ishioka, Itako, Kasama, Kashima, Kasumigaura, Kitaibaraki, Koga, Mito, Mitsukaido, Moriya, Naka, Ryugasaki, Shimotsuma, Takahagi, Toride, Tsuchiura, Tsukuba, Ushiku, Yuki
- Prefeitura de Saitama: Ageo, Asaka, Chichibu, Fujimi, Fukaya, Gyoda, Hanno, Hanyu, Hasuda, Hatogaya, Hidaka, Higashimatsuyama, Honjo, Iruma, Kamifukuoka, Kasukabe, Kawagoe, Kawaguchi, Kazo, Kitamoto, Koshigaya, Kounosu, Kuki, Kumagaya, Misato, Niiza, Okegawa, Saitama (capital), Sakado, Satte, Sayama, Shiki, Soka, Toda, Tokorozawa, Tsurugashima, Wako, Warabi, Yashio, Yoshikawa
- Metrópole de Tóquio: Akiruno, Akishima, Chofu, Fuchu, Fussa, Hachioji, Hamura, Higashikurume, Higashimurayama, Higashiyamato, Hino, Inagi, Kiyose, Kodaira, Koganei, Kokubunji, Komae, Kunitachi, Machida, Mitaka, Musashimurayama, Musashino, Nishi-tokyo, Ome, Tachikawa, Tama
- Prefeitura de Chiba: Abiko, Asahi, Chiba (capital), Choshi, Funabashi, Futtsu, Ichihara, Ichikawa, Inzai, Kamagaya, Kamogawa, Kashiwa, Katsuura, Kimitsu, Kisarazu, Matsudo, Mobara, Nagareyama, Narashino, Narita, Noda, Sakura, Sawara, Shiroi, Sodegaura, Tateyama, Tomisato, Togane, Urayasu, Yachimata, Yachiyo, Yotsukaido, Yokaichiba
- Prefeitura de Kanagawa: Atsugi, Ayase, Chigasaki, Ebina, Fujisawa, Hadano, Hiratsuka, Isehara, Kamakura, Kawasaki, Minamiashigara, Miura, Odawara, Sagamihara, Yamato, Yokohama (capital), Yokosuka, Zama, Zushi